# Anilios waitii
Espèce
Synonymes
- Typhlops waitii Boulenger, 1895
- Ramphotyphlops waitii (Boulenger, 1895)
- Austrotyphlops waitii (Boulenger, 1895)

Statut de conservation UICN

 LC  : Préoccupation mineure
Anilios waitii est une espèce de serpents de la famille des Typhlopidae. 

## Répartition
Cette espèce est endémique d'Australie-Occidentale.

## Étymologie
Cette espèce est nommée en l'honneur d'Edgar Ravenswood Waite.

## Publication originale
- Boulenger, 1895 : A new Typhlops previously confounded with Typhlops unguirostris, Peters. Proceedings of the Linnean Society of New South Wales, sér. 2, vol. 9, p. 718-719 (texte intégral).